# Тюря
Тю́ря, тете́ря, пота́пці, салама́ха — холодний хлібний суп зі шматочків хліба, сухарів або кірок, покришених у воду, квас, простоквашу або молоко, як правило, присмачені невеликою кількістю олії, солі і цукру. Хлібна окрошка, іноді з цибулею. 
Дитячу тюрку готують з білого хліба в молоці, іноді — з водою та цукром.
Традиційна страва російської, білоруської  і можливо староукраїнської кухонь.

## Синоніми та етимологія
У страви існувало безліч синонімів як загальномовних, так і місцевих: тюра, тюрка, тюбка, тюпка, тюрка, мурцовка, мура, рулі, кавардачок.
У разі, якщо хліб додавали у вигляді сухарів, часто називали сухарницею.
У білоруській мові — біл. цура́, цю́ра, поряд з іншими синонімами — мурцоўка, рулі, мочёнки, мочёунки.
«Мурцовка» походить від французького morceaux «шматочки».
«Мура» — від фінського muru «крихта» .
Слово «рулі» неясного походження.

## Опис
Тюря дуже проста в приготуванні і аж до XIX сторіччя була щоденною стравою в сільських сім'ях і вважалася їжею бідняків. Основними компонентами є хліб та квас. До них могли додавати дрібнонарізані або дрібнонатерті овочі, за якими і давалася назва — тюря з цибулею, тюря з редькою, тюря з хроном тощо. Страву солили і іноді могли додати рослинної олії.

## Згадки у літературі
- У «Пісні козака Плахти» тюря описується як звичайна їжа запорізького козака на початку XVII сторіччя.